# Phasis marshalli
Phasis marshalli är en fjärilsart som beskrevs av Aurivillius 1924. Phasis marshalli ingår i släktet Phasis och familjen juvelvingar. Inga underarter finns listade i Catalogue of Life.